# Jeanette Hofmann

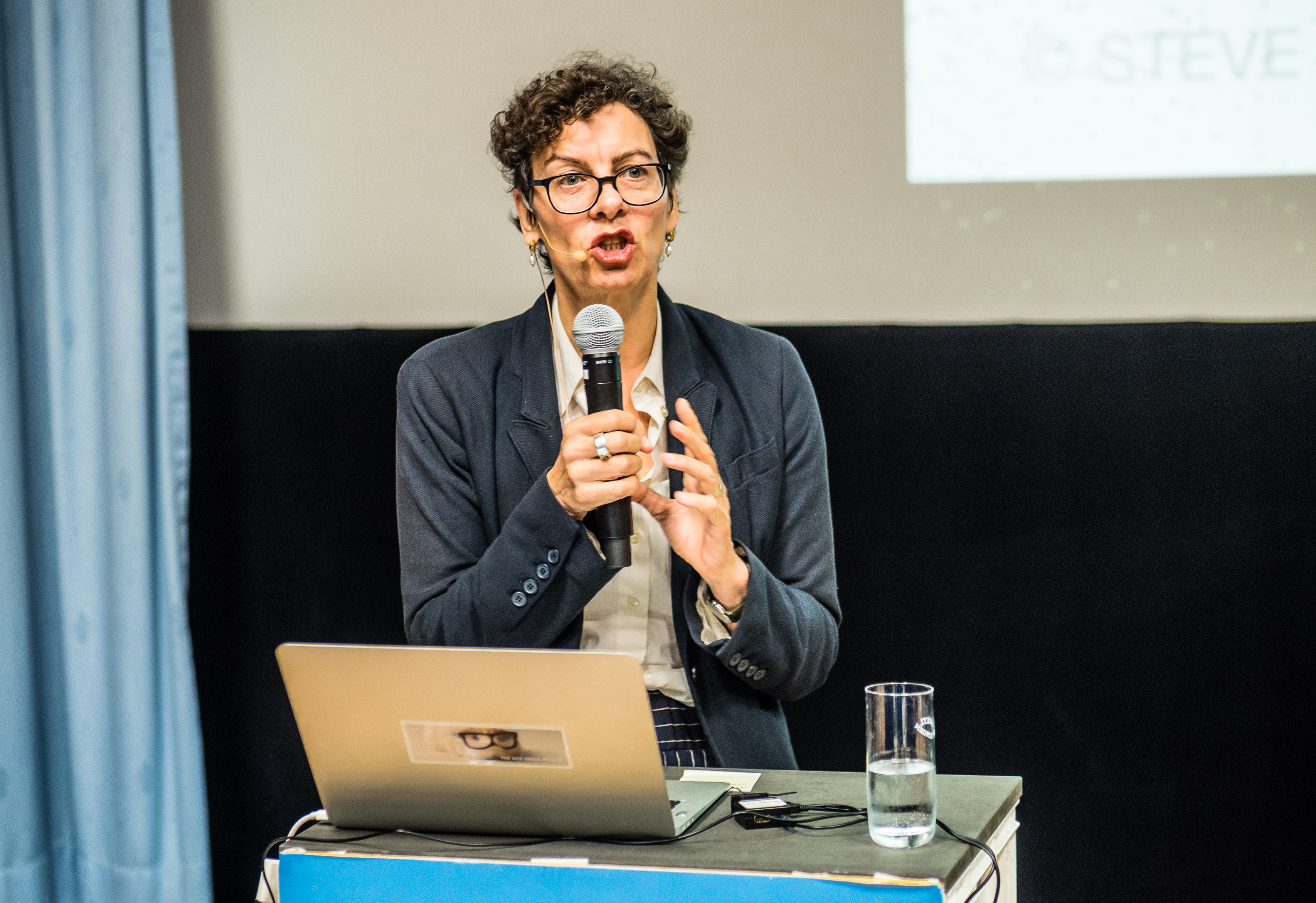
Jeanette Hofmann (2017)

Jeanette Hofmann ist eine deutsche Politikwissenschaftlerin und bekannt für ihre umfangreiche Forschung zur Digitalisierung und deren Auswirkungen auf Gesellschaft und Politik.

## Leben
Nach dem Abitur in Essen studierte Jeanette Hofmann Politikwissenschaft bis zu ihrem Diplom 1986 am Otto-Suhr-Institut der Freien Universität Berlin. Dort wurde sie auch 1992 promoviert. Nach Arbeiten zur Technikpolitik und zur Techniksoziologie, die in dieser Zeit entstanden, wandte sie sich Mitte der 1990er-Jahre dem Internet zu, das damals zunehmend an gesellschaftlicher Bedeutung gewann, und begleitet seitdem netzpolitische Fragen, insbesondere Themen der Wissensgesellschaft, aus politikwissenschaftlicher Sicht.
Nach einer Reihe von Postdoc-Stellen (1993–2003) und einer viel beachteten Kandidatur für das Direktorium der Internet-Verwaltung ICANN (2000, in Konkurrenz zu dem obsiegenden Kandidaten des Chaos Computer Clubs Andy Müller-Maguhn und Winfried Schüller von der Deutschen Telekom) wurde Hofmann 2003 auf einen Lehrstuhl an der Universität Duisburg-Essen berufen, den sie aber nur ein Jahr lang innehatte. 
Schon 2004 kehrte sie für drei Jahre zurück an das Wissenschaftszentrum Berlin (WZB), bevor sie – wiederum für einen Zeitraum von drei Jahren – an die London School of Economics (LSE) zum Centre for Analysis of Risk and Regulation ging. Dem Institut an der LSE ist sie bis heute als Research Associate verbunden. 
Zugleich stieß sie aber – wiederum beim WZB – zu einer Forschergruppe zum Thema „Kulturelle Quellen von Neuheit“, der sie von 2010 bis 2013 angehörte. In dieser Zeit war sie auch als Sachverständige in die Enquete-Kommission Internet und digitale Gesellschaft des Deutschen Bundestags berufen.
2012 war Hofmann eine der vier Gründungsdirektoren des Alexander von Humboldt Instituts für Internet und Gesellschaft, dem damals wegen des Geldgebers der Anschubfinanzierung so genannten „Google-Instituts“. Die Funktion als Ko-Direktorin übt sie bis heute aus.  
Seit 2013 leitet sie die Forschungsgruppe "Politik der Digitalisierung" am WZB. 2014 wurde sie als  Honorarprofessorin für Internetpolitik an das Zentralinstitut für Weiterbildung der Universität der Künste Berlin berufen. 2017 folgte dann ein Ruf auf eine Professur an das Institut für Publizistik- und Kommunikationswissenschaft im Fachbereich Politik- und Sozialwissenschaften an der Freien Universität Berlin.
Im Jahr 2014 beschloss die Bundesregierung die Gründung eines „Deutschen Internet-Instituts“, das die ethischen, rechtlichen, wirtschaftlichen und partizipativen Aspekte von Internet und Digitalisierung untersuchen sollte. Jeanette Hofmann übernahm die wissenschaftliche Koordination des Antrags des Berliner Forschungsverbundes unter der Beteiligung der Universität Potsdam, der die Ausschreibung gewann. Im Jahr 2017 wurde das Weizenbaum-Institut für die vernetzte Gesellschaft in Standort Berlin eröffnet. 
Von 2017 bis 2022 wirkte sie dort als Principal Investigator der zwei Forschungsgruppen "Demokratie und Digitalisierung" sowie "Quantifizierung und gesellschaftliche Regulierung". 2022 entstand die nachfolgende Forschungsgruppe "Technik, Macht und Herrschaft", die sich unter ihrer Leitung damit auseinandersetzt, wie digitale Infrastrukturen gesellschaftliche Herrschaft und Macht verändern. 
2024 war sie Ko-Vorsitzende des NETmundial+10 High-Level Executive Committee (HLEC).
Jeanette Hofmann ist Mitglied verschiedener zivilgesellschaftlicher und politischer Gremien. Sie hat am UN-Weltgipfel zur Informationsgesellschaft mitgewirkt und ist Mitglied des Beirats der Grünen Akademie der Heinrich-Böll-Stiftung. Seit 2023 ist sie Mitglied des Steering Committee des International Observatory on Information and Democracy sowie des Beirats des D64 - Zentrum für Digitalen Fortschritt und der European New School of Digital Studies. 
Derzeit widmet sie sich vorrangig den Themen Digitalisierung und Demokratie, Künstliche Intelligenz und Gesellschaft, digitale Regulierung, Internet Governance, Governance-Theorie und Internetpolitik. 

## Schriften (Auswahl)
- Jeanette Hofmann: Implizite Theorien in der Politik. Interpretationsprobleme regionaler Technologiepolitik. Westdeutscher Verlag, Opladen 1993, ISBN 3-531-12494-3.
- Jeanette Hofmann (Hrsg.): Wissen und Eigentum. Geschichte, Recht und Ökonomie stoffloser Güter. Bundeszentrale für Politische Bildung, Bonn 2006, ISBN 3-89331-682-5 (bpb.de – veröffentlicht unter CC-by-nc-nd/2.0/de).